# Thomas Hermsdorfer
Thomas Hermsdorfer (* 2. Juli 1967 in Karl-Marx-Stadt; † 2. Dezember 2019) war ein deutscher Politiker (CDU). Von 1994 bis 2009 war er Mitglied des Sächsischen Landtages.

## Leben und Beruf
Thomas Hermsdorfer begann nach seinem Abitur ein Studium der Fachrichtung Betriebswirtschaft (Fernstudium BWL). Er war ab 1993 in Chemnitz als Projektleiter im Bereich Bau tätig. Ab 2002 gehörte er dem Aufsichtsrat der Singa-Assekuranz AG an und war ab dem ersten Halbjahr 2007 Geschäftsführer der APW Consult GmbH. Hermsdorfer war als freier Unternehmer in Berlin und Chemnitz tätig.

## Politische Laufbahn
Thomas Hermsdorfer war ab 1990 Mitglied der CDU und der Jungen Union (JU). Innerhalb seiner Partei war er von 1990 bis 1995 Mitglied des Landesvorstandes und Kreisvorsitzender der JU. In den Jahren 1997 bis 2005 übernahm er den Kreisvorsitz der Chemnitzer CDU. 2006/07 übernahm er zudem die Leitung des Landesfachausschuss Wirtschaft der CDU in Sachsen.
Im Oktober 1994 wurde er als Direktkandidat im Wahlkreis Chemnitz 3 in den Sächsischen Landtag gewählt. In seiner ersten Wahlperiode (1994 bis 1999) war er Jugendpolitischer Sprecher seiner Fraktion. In seiner zweiten Wahlperiode (1999 bis 2004) übernahm er den Vorsitz des Ausschusses für Geschäftsordnung und Immunitätsangelegenheiten und wurde Sprecher der CDU-Fraktion für Wissenschaft, Hochschule, Kultur und Medien. In der vierten Wahlperiode vertrat er seine Fraktion im Ausschuss für Wirtschaft, Arbeit und Verkehr, im Ausschuss für Wissenschaft und Hochschule, Kultur und Medien, dessen Vorsitz er seit Dezember 2007 innehatte, sowie im Ausschuss für Geschäftsordnung und Immunitätsangelegenheiten. 
Thomas Hermsdorfer trat im Jahr 2009 bei der Landtagswahl in Sachsen 2009 nicht wieder als Kandidat an. Er schied im September 2009 aus dem Landtag aus. Seine Nachfolgerin Wahlkreis Chemnitz 3 ist Ines Saborowski.
Im Mai 2008 wurde bekannt, dass die Staatsanwaltschaft gegen Thomas Hermsdorfer wegen Steuerhinterziehung ermittelt. Am 4. März 2010 wurden vom Amtsgericht Chemnitz eine Steuernachzahlung und ein Strafbefehl über 7740 € wegen Steuerhinterziehung in sechs Fällen erlassen.

## Ehrenamt
Von 1998 bis 2007 unterstützte er in seiner Funktion als Landtagsabgeordneter den Aufbau von studentischen Austauschnetzwerken mit den Vereinigten Staaten und China. Von 1999 bis 2003 war Thomas Hermsdorfer Vorsitzender der Sektion Sachsen der Deutsch-Amerikanischen Gesellschaft sowie Mitglied der Deutsch-Israelischen Gesellschaft.
Von 1998 bis 2004 war er außerdem ehrenamtlicher Vorsitzender des Basketballvereins BV Chemnitz 99 e.V.